# Shilin, Chongqing
Shilin (kinesiska: 石林) är en köping i sydvästra Kina. Den ligger i stadsdistriktet Qijiang i storstadsområdet Chongqing, omkring 82 kilometer sydost om det centrala stadsdistriktet Yuzhong. Antalet invånare är 9 404. Befolkningen består av 4 522 kvinnor och 4 882 män. Barn under 15 år utgör 19,0 %, vuxna 15-64 år 67 %, och äldre över 65 år 13,0 %.